# 郑州公交101路
郑州公交101路是郑州市内一条公共汽车线路，开通于1979年5月1日，曾经是郑州市第一条无轨电车线路。

## 线路历史
1978年，郑州市筹建无轨电车。首期工程总投资697.2万元，在纬五路49号建电车调度停车场一座（现电车公司公交场站），在京广北路28号成立供电所，下设电车线路队和2个整流站。购置上海产SK561G型铰接电车20辆，架设线网3.3公里。在北京、上海、杭州、武汉等城市组成的援郑电车工程技术顾问组的指导下，101路电车于1979年5月1日正式通车营运，由省人民医院至郑棉六厂，全长12.7公里，当时票价0.20元，由郑州市电车公司运营。
1982年7月，本线向东延伸至省肿瘤医院，当时本线长度12.8公里，票价0.25元。1983年4月曾改线由大学路口向西，经少年宫、劳动市场至郑棉六厂，运营一年后恢复原线。该线路当时是郑州市区客运量最大的一条电车路线。1990年，101路电车票价调整为0.50元。
2001年6月5日，4路、6路和本线作为郑州公交最后3条有人售票线路，改为无人售票线路，代表着郑州公交所有线路均实现无人售票，本线配车由上海SK561G型铰接电车更换为上海SK5102GP和SK5105GP型单机电车以及沈凤牌单机电车。2005年9月，郑州公交引入15台扬子江WGD68U型单机电车投入本线。
因沿线交通拥堵日益严重，101路运行受到很大影响，经常出现大间隔，给乘客乘车带来不便。因此，2008年8月30日起，101路由火车站断开，分拆为101东线和101西线两条线路，东线来往于电车公司和火车站，西线来往于国棉六厂和火车站。同时对T101路线路进行微调，顶替101路被拆分的空当。

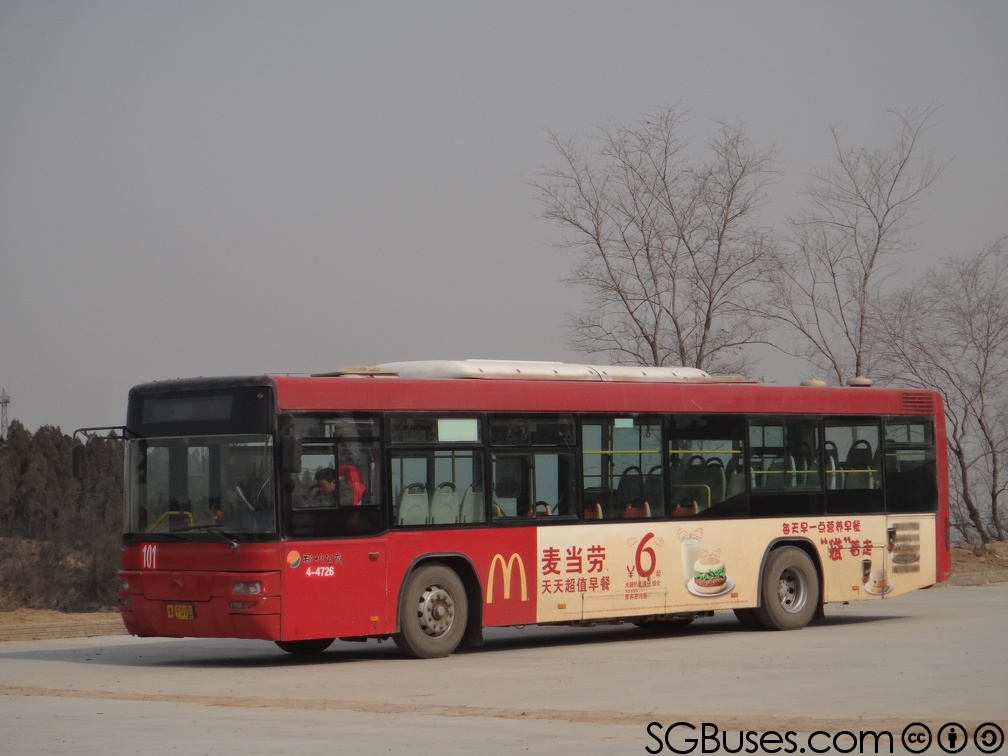
曾运行于101路的宇通ZK6128HGD型客车 (2015年)

2009年起，受郑州地铁1号线施工影响，郑州无轨电车陆续暂停运营，101西线和101东线在2009年9月均改由汽车运营。2012年12月25日，郑州公交对线路编号进行调整，101路东线改为现时的101路，101路西线改为108路，T101路则改为109路。2019年6月起，郑州原有的无轨电车线网逐步拆除，意味着本线将难以再恢复无轨电车运营。
2023年8月起，郑州市对公交线网进行分批次优化调整。101路为第五批调整的线路，于2023年9月16日向东北延伸，东端起点站延伸至农业路中州大道。

## 线路基本资料

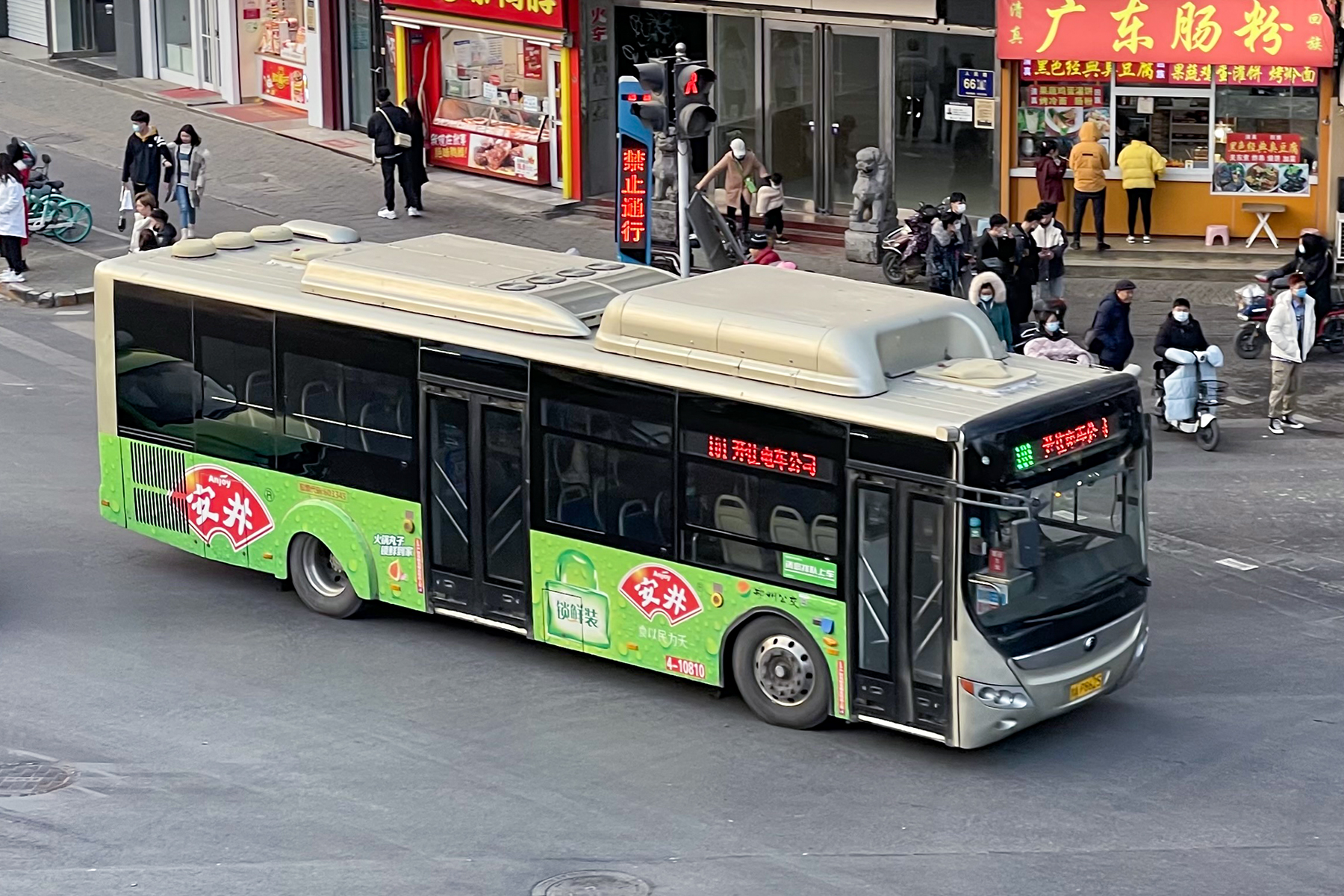
运行于101路的宇通ZK6105CHEVNPG4型由太康路驶入人民路

### 线路走向
- 下行：农业路中州大道→火车站北港湾
  - 自农业路中州大道起，经农业路、姚砦路、丰产路、东明路、纬五路、花园路、人民路、太康路、铭功路、福寿街、兴隆街，至火车站北港湾止。
- 上行：火车站北港湾→农业路中州大道
  - 自火车站北港湾起，经兴隆街、二马路、铭功路、太康路、人民路、花园路、纬五路、东明路、丰产路、姚砦路、农业路，至农业路中州大道止。

### 服务时间
- 农业路中州大道：06:00～21:30
- 火车站北港湾：06:00～21:30

### 收费
- 全程单价RMB¥1，无人售票，支持绿城通（普通储值卡8折，成人月票5折，学生月票2.5折，老年卡免费）、微信/支付宝乘车码及银联云闪付。

### 与郑州地铁的换乘
- █ 1号线：紫荆山、人民路
- █ 2号线：紫荆山
- █ 3号线：人民公园

### 停站
101路各停靠站点如下表所示：
| 下行站序 | 上行站序 | 站名           | 所在道路 | 轨交换乘                              | 周边地点                                                       |
| 1        | 18       | 农业路中州大道 | 农业路   |                                       | 苏荷中心、正大世纪城市广场                                     |
| 2        | 17       | 姚寨路农业路   | 姚砦路   | 正大世纪城市广场                      |                                                                |
| 3        | 16       | 丰产路姚寨路   | 丰产路   | 金成东苑                              |                                                                |
| -        | 15       | 丰产路东明路   | 丰产路   | 民航新村、开来大厦                    |                                                                |
| 4        | -        | 东明路丰产路   | 东明路   | 民航新村、开来大厦                    |                                                                |
| 5        | 14       | 东明路红专路   | 东明路   | 丹尼斯东明路店                        |                                                                |
| 6        | 13       | 东明路红旗路   | 东明路   | 河南省退役军人事务厅                  |                                                                |
| 7        | 12       | 东明路黄河路   | 东明路   | 东汇大厦                              |                                                                |
| 8        | 11       | 电车公司       | 纬五路   | 河南省肿瘤医院                        |                                                                |
| 9        | 10       | 省人民医院     | 纬五路   | 河南省人民医院                        |                                                                |
| 10       | 9        | 纬五路政七街   | 纬五路   | 河南省水利厅、山河宾馆                |                                                                |
| 11       | 8        | 花园路口       | 花园路   | 正道花园百货、中国建设银行河南省分行  |                                                                |
| 12       | 7        | 紫荆山人民路   | 人民路   | 12 紫荆山                             | 人民广场、紫荆山百货大楼、河南省人民会堂、紫荆山公园、河南饭店 |
| 13       | 6        | 河南中医一附院 | 人民路   | 1 人民路                              | 丹尼斯百货人民店、工人新村、河南中医药大学第一附属医院         |
| 14       | 5        | 百货大楼       | 太康路   |                                       | 郑州百货大楼、大上海城、丹尼斯大卫城                           |
| 15       | 4        | 太康路民主路   | 太康路   | 人民公园、华润万象城、西太康路360广场 |                                                                |
| 16       | 3        | 铭功路太康路   | 铭功路   | 3 人民公园                            | 华润万象城、华润大厦、华润悦府、汇港新城                       |
| 17       | -        | 福寿街         | 福寿街   |                                       | 郑州国际小商品城、万博商城、金林商场                           |
| -        | 2        | 二马路解放路   | 二马路   | 正弘凯宾城                            |                                                                |
| 18       | 1        | 火车站北港湾   | 兴隆街   | 郑州站                                | 郑州火车站、郑州长途汽车中心站                                 |